# Colonne des Trois Croix
La colonne des Trois Croix est une croix de chemin détruite située sur le territoire de la commune d'Argentan, en France.

## Localisation
La colonne était située dans le département de l'Orne, à la sortie de la ville d'Argentan, à l'endroit de l'actuelle place des Trois-Croix.

## Historique
La colonne datait de 1771. Elle est détruite lors de la bataille de Normandie, en 1944. Elle était classée au titre des monuments historiques depuis le 15 octobre 1934.